# Forholdet mellem Tyskland og Rusland
Forholdet mellem Tyskland og Rusland referer til de udenrigspolitiske interaktioner mellem Forbundsrepublikken Tyskland og Den Russiske Føderation.
Forholdet har igennem århundrederne varieret fra fred og alliancer til krig imellem de to lande. Derudover har begge lande haft flere forskellige statsdannelser og også befolkningsudvekslinger så som volgatyskerne.